# Nidvisa
Nidvisa är en sång som sjungs i syfte att förnedra antingen en person eller en folkgrupp av något slag. Texterna brukar vara elaka och förolämpar personen eller gruppen, men graden av elakhet kan variera.
Ibland kan nidvisor skapas i krig och då förnedrar visan fienden i kriget, eller någon känd person bland fienden. I dag är nidvisor ofta vanliga i samband med olika sportevenemang som till exempel fotbollsmatcher och liknande. Då är det ofta supportrar som sjunger nidvisor om motståndarlaget eller om någon spelare i motståndarlaget. Även domarna kan omsjungas i nidvisan
Det är vanligt att nidvisor kan vara skapade genom välkända melodier, men att texten är utbytt till en förnedrande text mot personen eller gruppen. Ett exempel på en sådan nidvisa är Beatleslåten Yellow Submarine från 1966, där texten är utbytt och istället sjungs NN är homosexuell. Denna nidvisa förekommer bland annat under ishockeymatcher.

### Fotnoter
1. ↑  ”Expressen”. 30 oktober 2006. https://www.expressen.se/sport/hockey/nytt-finskt-homosex-skamt-om-sundin/. Läst 30 juni 2011.